# Batchimeg Tuvshintugs
Batchimeg Tuvshintugs (geboren als Tüwschintögsiin Battschimeg, mongolisch Түвшинтөгсийн Батчимэг; * 3. Mai 1986 in Ulaanbaatar, Mongolei) ist eine mongolische Schachspielerin. Zwischen dem 13. September 2005 und dem 9. Juni 2009 spielte sie für die United States Chess Federation, davor und danach für die Mongolei.

## Leben
Das Schachspielen lernte sie im Alter von sieben Jahren von ihrem Vater. Ihr Trainer ist Tserendordschiin Batsaichan. In den USA studierte sie am City College of San Francisco.

## Erfolge
Ab 1998 nahm sie regelmäßig an Mädchenweltmeisterschaften ihrer jeweiligen Altersklasse teil. Bei der mongolischen Einzelmeisterschaft der Frauen im Jahr 2002 in Ulaanbaatar wurde sie geteilte Dritte. Mit sieben Punkten aus zehn Partien (+5 =4 −1) hatte sie dort das viertbeste Ergebnis aller Spielerinnen am dritten Brett. Die mongolische Einzelmeisterschaft der Frauen 2003 in Ulaanbaatar beendete sie als ungeteilte Dritte. Bei der US-Meisterschaft 2006 besiegte sie in den ersten fünf Runden drei Großmeister (Alexander Fishbein, Boris Kreiman und Julio Becerra) und remisierte gegen den Großmeister Boris Gulko. Bei der US-Frauenmeisterschaft 2007 in Stillwater (Oklahoma) wurde sie Vierte. 2011 konnte sie in Ulaanbaatar die mongolische Einzelmeisterschaft der Frauen gewinnen.
Im Juni 2006 wurde ihr der Titel Internationaler Meister der Frauen (WIM) verliehen. Die Normen hierfür erzielte sie bei der Schacholympiade 2002 der Frauen in Bled, dem Mark Pinto IM-Turnier 2004 in San Francisco sowie der US-Meisterschaft 2006. Die Norm bei der US-Meisterschaft 2006 war gleichzeitig eine für den Großmeistertitel der Frauen (WGM). Weitere WGM-Normen erzielte sie beim World Open 2006 in Philadelphia und beim Global-Chess-Turnier in Ulaanbaatar 2009. Die Norm in Ulaanbaatar, übererfüllt mit einer Elo-Leistung von 2534, war gleichzeitig eine für den Titel Internationaler Meister (IM). Der WGM-Titel wurde ihr im Oktober 2009 verliehen. Der IM-Titel wurde nach insgesamt fünf gemachten Normen im Oktober 2013 beantragt, sie musste aber bis zum Oktober 2014 warten, um diesen Titel führen zu dürfen – erst dann hatte sie eine zwischenzeitlich höchste Elo-Zahl von mehr als 2400 erreicht. Ihre höchste Elo-Zahl war 2412 im Mai 2016. Damit lag sie hinter Davaademberel Nomin-Erdene und Batchujagiin Möngöntuul auf dem dritten Platz der mongolischen Elo-Rangliste der Frauen sowie auf dem fünften Platz der gesamten mongolischen Elo-Rangliste.
| Die zur Anzeige dieser Grafik verwendete Erweiterung wurde dauerhaft deaktiviert. Wir arbeiten aktuell daran, diese und weitere betroffene Grafiken auf ein neues Format umzustellen. (Mehr dazu) |

## Nationalmannschaft
Batchimeg Tuvshintugs nahm mit der Mongolei an den Schacholympiaden der Frauen 2002, 2012 und 2014 sowie der asiatischen Mannschaftsmeisterschaft der Frauen 2012 teil.